# 松本ともこ
松本 ともこ（まつもと ともこ、1968年〈昭和43年〉7月21日 - ）は、日本のラジオパーソナリティ・フリーアナウンサー。本名同じ。立教女学院小学校、立教女学院中学校・高等学校、立教大学経済学部卒業。東京都出身。

## 来歴
大学在学時よりアルバイトとしてラジオたんぱ（現ラジオNIKKEI）の受験番組のアシスタントやニッポン放送のフットボール中継のスタッフなどを経験。
TOKYO FMのアナウンサーとして音楽番組を中心に担当。全国ネットの知名度を生かしてフリーアナウンサーになってからも古巣のTOKYO FMで出演番組を持っていたほか、ホリプロ移籍直後からAMラジオにも進出。『TBSラジオ『ストリーム』のパーソナリティも務めていた。
また、歌手としてCDを出しており、デビューシングルのタイトルは「マッピーのGスタ」であり、サザンオールスターズの「マンピーのG★SPOT」を意識したものになっていた。

## 現在出演中の番組

### ラジオ
- MUSIC CROSSOVER（2020年4月2日 - 静岡放送） - 日曜パーソナリティ（2022年3月までは木・金 パーソナリティ。改編に伴う放送曜日の変更に伴う。）
- 朝みみ! Precious Family（2023年11月3日 - InterFM897）

## 過去出演していた番組

### ラジオ

#### TOKYO FM、JFN
- カウントダウン・ジャパン
  - KOSE カウントダウン・ジャパン（1994年11月 - 1996年9月） - 産休で降板した麻木久仁子からスイッチ
  - LAWSON カウントダウン・ジャパン（1996年10月 -  2002年3月）
  - DAIHATSU カウントダウン・ジャパン（2002年4月 -  2003年9月）
- THE GOLDEN HITS（1994年10月 - 2003年9月）
- DOCOMO Hits from the Heart（2003年10月 - 2008年9月）
- DOCOMO DREAM CALL（2008年10月 - 2010年3月）
- JFNリスナーズ・アウォード（1995年4月 - 2003年3月）
- 出光ゼアスステーション ヒッツインモーション（1994年4月 - 1998年頃）
- カタクリコ ホットライン
- ワンダフルキッス（月 - 木 12:00 - 13:00 1993年頃）
- アフタヌーン・ブリーズ（13:00 - 16:00 1993年頃）
- 土曜日のモナリザ
- ラヴ・ステーションナビゲーター（1992年10月 - 2000年3月）
  - NISSAN HIT POP JAPAN→MAZDA SUPER SUNDAYなど、この枠内の番組のいくつかのDJも務めた
- TOWER RECORDS TOWER STREET RADIO
- マッピーのe-PLANET.tohoku（2001年4月 - 9月・ふくしまFM/JFN東北6局）
- The disk jockey（2011年10月 - 2013年9月・エフエム岩手） - 土 8:25 - 8:55
- MUSIC CROSSOVER MORNING（月 - 金 6:38 - 6:45　SBSラジオ） - ※鮎貝健と隔週交代で担当

#### TBSラジオ
- ストリーム（2001年10月 - 2009年3月） - パーソナリティ
- 松本ともこ ミュージック・チャーム（2009年4月12日 - 2010年10月3日) - パーソナリティ

#### bayfm
- with you（2013年4月 - 2016年3月） - パーソナリティ

#### FMヨコハマ
- ローズガーデン（2012年4月 - 2013年3月） - 水曜 11:25 - 45のうちの5分
- Rな気持ち! （2013年4月7日 - 2014年3月30日、 ローズガーデンから移行）

#### @FM（エフエム愛知）
- Radio Freaks（2015年4月3日 - 2019年3月28日） - 金曜→火曜 担当
- WHITE HOUSE presents Clean Dental - 日曜 12:55 - 13:00

### テレビ

#### 日本テレビ
- あややゴルフ （2006年4月 - 2006年9月） - ナレーション
- あややゴルフ2（2007年4月 - 2007年9月） - ナレーション
- ハリコミらいおん!!（2007年10月6日 - 2007年12月22日） - ナレーション
- 心ゆさぶれ!先輩ROCK YOU（2011年10月15日） - FM DJを代表してAM DJ代表吉田照美と競演。

#### TBS
- サカスさん（2009年3月30日 - 2009年9月） - ナレーション担当
- i-SPORTS Heart-Beat Weekend（BS-i） - 最終土曜日準レギュラー

#### その他
- チャンネル北野eX（CS放送フジテレビ721） - 『ディープ・オタクミュージック』コーナーを担当
- 関根勤 映画の時間（2010年4月 - 2011年、スター・チャンネル）

### 音楽作品
- マッピーのGスタ（1995年12月16日、ポニーキャニオンより発売）
- CHEER FOR YOU ~君を信じている ~（1996年4月24日、東芝EMIより発売）
  - いずれもシングル作品。

### ライブイベント
- 『yamyam!JAM』 - プロデューサー